# Parque histórico Ninety Six
El Parque histórico Ninety Six, también conocido como Fuerte Ninety Six, en un parque histórico nacional de los Estados Unidos, localizado 96 km al sur de Greenville (Carolina del Sur). Fue declarado lugar histórico en 1976, para preservar la pequeña ciudad Ninety Six, fundada a comienzos del siglo XVIII.
Hay varias hipótesis sobre la proveniencia de este nombre. Una dice que viene de la distancia en millas (Ninety Six es noventa y seis, en español) entre la localidad y la ciudad cheroqui de Keowee, aunque en realidad dicha distancia es de 78 millas. La otra hipótesis es una reinterpretación de "Nueve y Seis" que son los afluentes por el norte y este, nueve y seis respectivamente, del río Saluda.
- Datos: Q7038578
- Multimedia: Ninety Six National Historic Site / Q7038578